# Montferrand (Burg)
Montferrand (latein: Mons Ferrandus) ist eine ehemalige Kreuzfahrerburg beim Ort Barin (بعرين) in Syrien.

## Geschichte
Die Burg wurde um das Jahr 1100 von Raimund von St. Gilles errichtet. Sie wechselte wiederholt den Besitzer, bevor sie 1238/39 vom Emir von Hama, al-Muzaffar Mahmud, endgültig zerstört wurde.